# V4046 Sagittarii
V4046 Sagittarii eller HD 319139 är en dubbelstjärna i den mellersta delen av stjärnbilden Skytten. Den har en skenbar magnitud av 10,68 och kräver ett teleskop för att kunna observeras. Baserat på beräknad parallax på 13,99 mas beräknas den befinna sig på ett avstånd på ca 271 ljusår (ca 83 parsek) från solen. Stjärnan rör sig närmare solen med en heliocentrisk radialhastighet av -51 km/s. Den röda dvärgen GSC 07396-00759 ligger separerad cirka 2,82 bågsekunder från V4046 Sagittarii och har en liknande egenrörelse som V4046 Sagittarii, varför den antas vara gravitationsbunden (om än svagt) till V4046 Sagittarii. De två stjärnorna är åtskilda med åtminstone 12 350 astronomiska enheter (0,1953 ljusår) och omloppstiden torde vara i storleksordningen 100 000 år. GSC 07396-00759 har en stoftskiva med en radie på 70 AE sedd från kanten, och kan också vara en binär, vilket gör V4046 Sagittarii till ett potentiellt fyrdubbelt system.

## Egenskaper

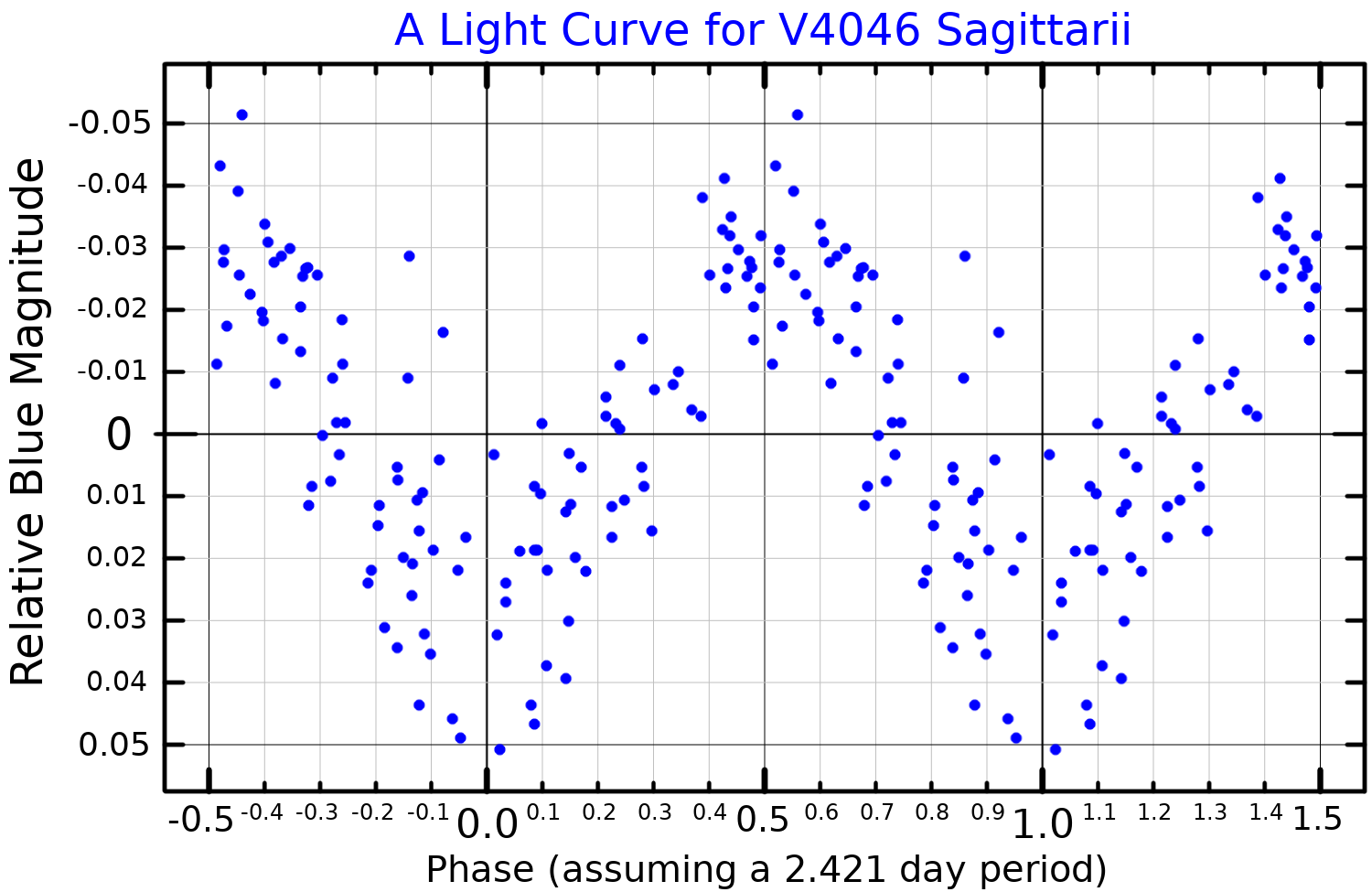
Ljuskurva i synliga bandet för V4046 Sagittarii plottade från Quast et al.

Primärstjärnan V4046 Sagittarii A är en orange till röd stjärna i huvudserien av spektralklass av K5 Ve. Den har en massa motsvarande ca 0,91 Solmassa och har en effektiv temperatur av ca 4 800 K.
V4046 Sagittarii är omgiven av en massiv protoplanetarisk skiva. Skivan har en radie på cirka 370 astronomiska enheter med cirka 40 jordmassor av stoft i skivan. Det finns två ljusa inre ringar på 14 respektive 25 AE från mitten. V4046 Sagittarii är ett av fyra stjärnsystem före huvudserien inom 100 parsec från solen med protoplanetära skivor, de andra är TW Hydrae, HD 141569 och 49 Ceti. De två stjärnorna samlar fortfarande materia från skivan och gasjätteplaneter kan också bildas i skivan.
V4046 Sagittarii är i sig själv en ung dubbelstjärna som består av två huvudseriestjärnor av spektraltyp K. De kretsar kring varandra med en omloppsperiod av 2,42 dygn i en cirkulär bana.